# حديقة حيوان روستوف
حديقة حيوان روستوف تعد واحدة من أكبر حدائق الحيوان في روسيا، حيث تغطي ما يقرب من 90 هكتارًا. تقع هذه الحديقة في روستوف-نا-دونو ، وفيها يعيش أكثر من 5000 حيوان ، بما في ذلك الأنواع النادرة مثل ببر سيبيري.

## تاريخ
تأسست حديقة الحيوان في يونيو 1927 على أساس مدرسة علم الحيوان. كان فلاديمير كيجل أول مدير لها. تم نقل مجموعة الحيوانات التي كانت في المدرسة إلى ضواحي المدينة في خريف عام 1929.
في عام 1930 ، تمت إضافة حيوانات كالفيلة والأسود والنمور والبوما والنمور والتماسيح وأسود البحر والبيثون والقرود والببغاوات واللاما والنعام. حديقة الحيوان. وقد صودرت بسبب الديون الضريبية التي كانت لحديقة الحيوان الخاصة لاناتولي فيلاتوف ، الذي كان في جولة في روستوف في ساحة المسرح. 
في عام 1935 ، شهد حديقة الحيوان زيادة كبيرة في كمية الطيور. ونتيجة لذلك ، قدمت روستوف هذه الطيور إلى حدائق الحيوان في جميع أنحاء الاتحاد السوفياتي وكذلك إلى حدائق الحيوان في الصين ورومانيا.
ي 5 سبتمبر 2009 ، استقبلت حديقة حيوان روستوف ثلاثة أفيال من حديقة حيوان برلين مقابل دب قطبي. في ديسمبر 2010 ، ولد فيل طفل.